# Честер-Боро (Нью-Джерсі)
Честер-Боро (англ. Chester Borough) — місто (англ. borough) в США, в окрузі Морріс штату Нью-Джерсі. Населення — 1681 особа (2020).

## Географія
Честер-Боро розташований за координатами 40°47′26″ пн. ш. 74°41′24″ зх. д. / 40.79056° пн. ш. 74.69000° зх. д. (40.790536, -74.689923).  За даними Бюро перепису населення США в 2010 році місто мало площу 4,13 км², з яких 4,13 км² — суходіл та 0,00 км² — водойми.

## Демографія
Згідно з переписом 2010 року, у селищі мешкало 1649 осіб у 615 домогосподарствах у складі 438 родин. Було 647 помешкань
Расовий склад населення:
| - 90,8 % — білих - 2,3 % — азіатів - 1,0 % — чорних або афроамериканців - 0,5 % — корінних американців - 3,2 % — осіб інших рас |

До двох чи більше рас належало 2,2 %. Частка іспаномовних становила 13,5 % від усіх жителів.
За віковим діапазоном населення розподілялося таким чином: 27,5 % — особи молодші 18 років, 54,9 % — особи у віці 18—64 років, 17,6 % — особи у віці 65 років та старші. Медіана віку мешканця становила 43,1 року. На 100 осіб жіночої статі у селищі припадало 97,5 чоловіків;  на 100 жінок у віці від 18 років та старших — 96,4 чоловіків також старших 18 років.
Середній дохід на одне домашнє господарство  становив 140 786 доларів США (медіана — 97 250), а середній дохід на одну сім'ю — 173 527 доларів (медіана — 135 139). Медіана доходів становила 94 286 доларів для чоловіків та 56 667 доларів для жінок. За межею бідності перебувало 3,8 % осіб, у тому числі 0,0 % дітей у віці до 18 років та 10,6 % осіб у віці 65 років та старших.
Цивільне працевлаштоване населення становило 695 осіб. Основні галузі зайнятості: науковці, спеціалісти, менеджери — 16,1 %, освіта, охорона здоров'я та соціальна допомога — 15,5 %, мистецтво, розваги та відпочинок — 15,4 %.